# Александру Кочі
Александру Кочі (31 жовтня 1989) — румунський плавець.
Учасник Олімпійських Ігор 2012 року.